# Curlin
Curlin est un cheval de course pur-sang anglais américain né en 2004. Élu deux fois Cheval de l'année aux États-Unis (2007, 2008), membre du US Hall of Fame, il figure parmi les meilleurs chevaux au monde durant les années 2000 sur le dirt, avant de devenir un étalon à succès.

## Carrière de courses

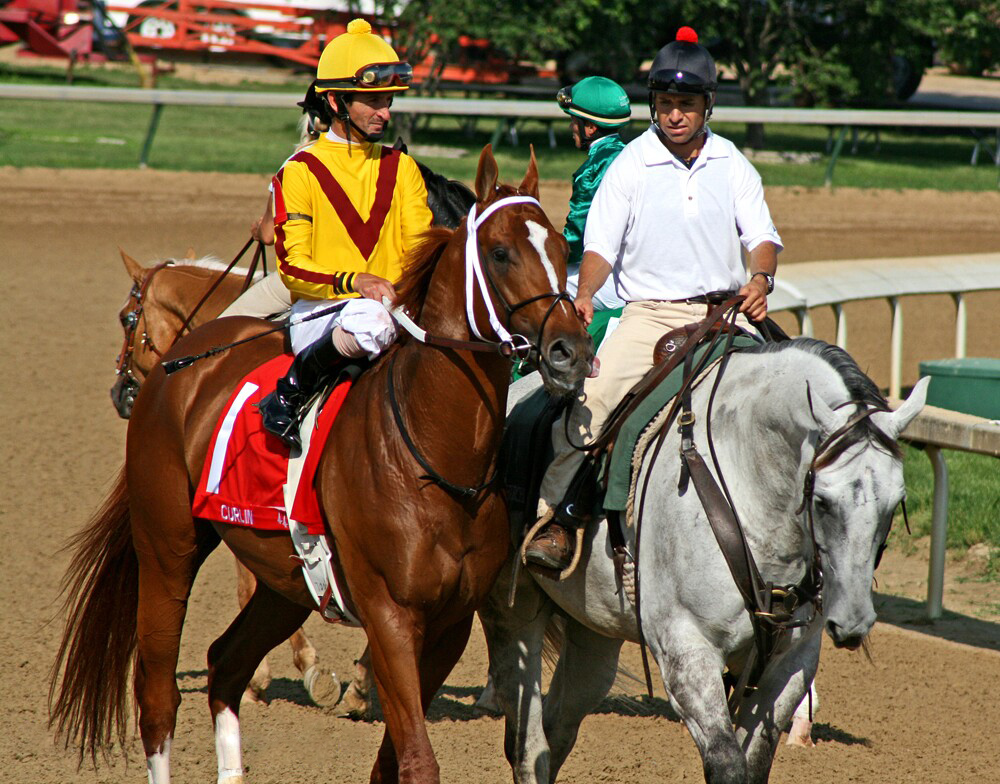
Curlin au départ du Stephen Foster Handicap en 2008

Bien né, Curlin fut pourtant acquis yearling pour une somme modeste (57 000 dollars). Le poulain allait seulement débuter à 3 ans, et fit forte impression pour ses débuts en s'imposant dans un maiden par près de 13 longueurs. À tel point qu'il fut aussitôt vendu pour 3,5 millions de dollars. Deux autres courses et deux victoires plus tard (dans les Rebel Stakes et l'Arkansas Derby), le voilà propulsé parmi les favoris du Kentucky Derby, dont il obtient le second accessit, derrière Street Sense et Hard Spun. Mais il obtient sa revanche sur Street Sense dès les Preakness Stakes, qu'il s'adjuge d'un nez. Grand favori des Belmont Stakes, il doit se contenter cette fois de la deuxième place, battu de peu par la championne Rags to Richies, lauréate des Kentucky Oaks, qui signe là un authentique exploit. Curlin enchaîne par une troisième place dans le Haskell Invitational, puis s'adjuge l'importante Jockey Club Gold Cup, et se pose en prétendant à la victoire dans la Breeders' Cup Classic. À Monmouth Park, en novembre 2007, Curlin réussit son pari et devient le huitième 3 ans à s'adjuger l'épreuve suprême, de façon convaincante, par 4 longueurs et demi devant Hard Spun. Cette victoire, conjuguée à sa régularité dans la Triple couronne lui valent le titre de cheval de l'année, aux dépens de Street Sense et Hard Spun, ainsi que le meilleur rating mondial pour un 3 ans, se voyant attribuer une valeur de 129, honneur qu'il partage avec le Britannique Authorized, lauréat du Derby d'Epsom.
Le premier grand objectif de Curlin, pour 2008, est la Dubai World Cup. Son entourage décide de préparer la course sur place, à Dubaï, et le cheval débute ainsi son année par une victoire aisée dans un handicap disputé sur l'hippodrome de Nad al Sheba. Curlin s'aligne donc au départ de la course la plus richement dotée au monde dans la peau du favori. On lui oppose onze adversaires venus de tous horizons, du Japon au Brésil, des États-Unis à l'Afrique du Sud, mais pas d'Européens. Mais aucun de ces challengers n'est vraiment à la hauteur de l'épouvantail de la course, qui a fait le vide autour de lui. Curlin s'impose à la parade, par près de huit longueurs, le plus grand écart jamais enregistré dans cette épreuve, qui plus est en signant le troisième meilleur temps du palmarès, derrière Dubai Millennium et Invasor. Son rating est alors corrigé à 130, qui lui assurera à la fin de l'année la première place du classement mondial de la FIAH, à égalité avec l'Irlandais New Approach.

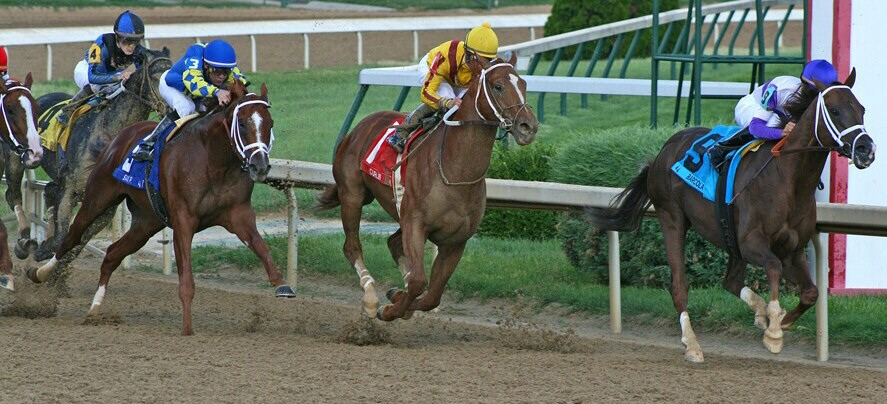
Curlin (no 1) dans le tournant final du Stephen Foster Handicap

L'entourage de Curlin, sans doute le meilleur cheval de la planète sur les distances intermédiaires (environ 2 000 mètres), laisse entendre un temps, dans la foulée de sa victoire dans le Stephen Forster Handicap en juin, que le cheval pourrait tenter l'aventure dans le prochain Prix de l'Arc de Triomphe à Paris en octobre, ce que très peu de chevaux américains ont fait. Mais lorsque le cheval est devancé dans les Man o'War Stakes par l'Anglais Red Rocks, il se ravise et prépare une tentative de doublé dans la Breeders' Cup Classic. Curlin retrouve la voie du succès fin août dans les importants Woodward Stakes, et enchaîne par une autre victoire de prestige dans la Jockey Club Gold Cup. Grand favori au départ de la grande épreuve fin octobre, à Santa Anita, il doit se contenter toutefois de la quatrième place après avoir fait illusion à mi-ligne droite, laissant devant lui les Européens Raven's Pass et Henrythenavigator réaliser un doublé historique. Cela ne l'empêche pas d'être sacré pour la seconde fois cheval américain de l'année. Fort de ce nouveau titre, Curlin se retire au haras. Il sera admis au Hall of Fame des courses américaines en 2014. 

### Résumé de carrière
| Date         | Hippodrome      | Pays        | Course                      | Statut      | Distance    | Jockey      | Place       | Écart       | Vainqueur ou deuxième |
| 2007, 3 ans  | 2007, 3 ans     | 2007, 3 ans | 2007, 3 ans                 | 2007, 3 ans | 2007, 3 ans | 2007, 3 ans | 2007, 3 ans | 2007, 3 ans | 2007, 3 ans           |
| ------------ | --------------- | ----------- | --------------------------- | ----------- | ----------- | ----------- | ----------- | ----------- | --------------------- |
| 3 février    | Gulfstream Park | États-Unis  | Maiden                      |             | 1 400 m     | R. Bejarano | 1er /       | 13 ¾        | Winstrella            |
| 17 mars      | Oaklawn Park    | États-Unis  | Rebel Stakes                | Gr. 3       | 1 700 m     | R. Albarado | 1er / 9     | 5 ¼         | Officer Rocket        |
| 14 avril     | Oaklawn Park    | États-Unis  | Arkansas Derby              | Gr. 2       | 1 800 m     | R. Albarado | 1er / 9     | 10 ½        | Storm in May          |
| 5 mai        | Churchill Downs | États-Unis  | Kentucky Derby              | Gr. 1       | 2 000 m     | R. Albarado | 3e / 20     | 8           | Street Sense          |
| 19 mai       | Pimlico         | États-Unis  | Preakness Stakes            | Gr. 1       | 1 900 m     | R. Bejarano | 1er / 9     | tête        | Street Sense          |
| 9 juin       | Belmont Park    | États-Unis  | Belmont Stakes              | Gr. 1       | 2 400 m     | R. Albarado | 2e / 7      | tête        | Rags to Richies       |
| 5 août       | Monmouth Park   | États-Unis  | Haskell Invitational Stakes | Gr. 1       | 1 800 m     | R. Albarado | 3e / 7      | 4 ¾         | Any Given Sunday      |
| 30 septembre | Belmont Park    | États-Unis  | Jockey Club Gold Cup        | Gr. 1       | 2 000 m     | R. Albarado | 1er / 7     | encolure    | Lawyer Ron            |
| 27 octobre   | Monmouth Park   | États-Unis  | Breeders' Cup Classic       | Gr. 1       | 2 000 m     | R. Albarado | 1er / 9     | 4 ½         | Hard Spun             |
| 2008, 4 ans  |                 |             |                             |             |             |             |             |             |                       |
| 28 février   | Nad Al Sheba    | Dubaï       | Jaguar Trophy               | Handicap    | 2 000 m     | R. Albarado | 1er / 6     | 2 ¼         | Familiar Territory    |
| 29 mars      | Nad Al Sheba    | Dubaï       | Dubai World Cup             | Gr. 1       | 2 000 m     | R. Albarado | 1er / 12    | 7 ¾         | Asiatic Boy           |
| 27 août      | Churchill Downs | États-Unis  | Stephen Foster Handicap     | Gr. 1       | 1 800 m     | R. Albarado | 1er / 10    | 4 ¼         | Einstein              |
| 12 juillet   | Gulfstream Park | États-Unis  | Man o'War Stakes            | Gr. 1       | 2 200 m     | R. Albarado | 2e / 7      | 2           | Red Rocks             |
| 30 août      | Saratoga        | États-Unis  | Woodward Stakes             | Gr. 1       | 1 800 m     | R. Albarado | 1er / 7     | 1 ¼         | Past The Point        |
| 27 septembre | Belmont Park    | États-Unis  | Jockey Club Gold Cup        | Gr. 1       | 2 000 m     | R. Albarado | 1er / 8     | 3/4         | Wanderin Boy          |
| 5 novembre   | Del Mar         | États-Unis  | Breeders' Cup Classic       | Gr. 1       | 2 000 m     | R. Albarado | 4e / 11     | 2 ¾         | Raven's Pass          |

## Au haras
Installé au fameux établissement de Lane's End dans le Kentucky, Curlin est d'emblée proposé à 75 000 $ la saillie, un tarif revu à la baisse ensuite jusqu'à atteindre à 25 000 $ en 2013, puis 35 000 $ en 2015. Il est ensuite transféré au haras de Hill'n Dale, où ses succès comme reproducteur lui valent une réévaluation de son tarif, à 100 000 $ en 2016, puis 150 000 $ l'année suivante, 175 000 $ en 2019 et 225 000 $ en 2023. En 2022, il donne trois vainqueurs lors de la Breeders' Cup, un record qui en appelle un autre puisque trois de ses produits (Nest, Malathaat et Elite Power) remportent un Eclipse Award en fin d'année, une performance améliorée l'année suivante avec Cody's Wish (2 titres, dont celui de Cheval de l'année), Elite Power et Idiomatic.   
Parmi ses meilleurs produits, on peut citer : 
- Cody's Wish (père de mère : Tapit) : Breeders' Cup Dirt Mile (x2), Forego Stakes, Churchill Downs Stakes, Metropolitan Handicap, Cheval de l'année (2023)
- Malathaat (A.P. Indy) : Kentucky Oaks, Breeders' Cup Distaff, Ashland Stakes, Alabama Stakes, Personal Ensign Stakes, Spinster Stakes. Pouliche de 3 ans de l'année (2021), Jument d'âge de l'année sur le dirt (2022)
- Nest (A.P. Indy) : Ashland Stakes, Coaching Club American Oaks, Alabama Stakes, 2e Belmont Stakes. Pouliche de 3 ans de l'année (2022)
- Idiomatic (First Defense) : Breeders' Cup Distaff, Personal Ensign Stakes, Spinster Stakes (x2), La Troienne Stakes. Jument d'âge de l'année sur le dirt (2023, 2024).
- Exaggerator (Vindication) : Preakness Stakes, Haskell Invitational Handicap, Santa Anita Derby
- Elite Power (Vindication) : Breeders' Cup Sprint. Sprinter de l'année (2022).
- Vino Rosso (Street Cry) : Breeders' Cup Classic, Hollywood Gold Cup
- Journalism (Uncle Mo) : Santa Anita Derby, Preakness Stakes, Haskell Stakes
- Palace Malice (Royal Anthem) : Belmont Stakes
- Keen Ice (Awesome Again) : Travers Stakes (devant le crack American Pharoah)
- Good Magic (Hard Spun) : Haskell Invitational Stakes, Breeders' Cup Juvenile, 2e Kentucky Derby, Champagne Stakes
- Curalina (Graeme Hall) : Acorn Stakes, Coaching Club American Oaks, La Troienne Stakes
- Raging Sea (Storm Cat) : Personal Enseign Stakes, La Troienne Stakes
- Clairiere (Bernardini) : Cotillion Stakes, Ogden Phipps Stakes, Apple Blossom Handicap
- Stellar Wind (Malibu Moon) : Clement L. Hirsch Stakes, Vanity Mile, Apple Blossom Handicap, Zenyatta Stakes, Santa Anita Oaks
- Global Campaign (A.P. Indy) : Woodward Stakes
- Elite Power (Vindication) : Breeders' Cup Sprint
- Bright Future (Bellamy Road) : Jockey Club Gold Cup.
- Highlands Falls (Awesome Again) : Jockey Club Gold Cup.

## Origines
Curlin est le joyau de son père, le Canadien Smart Strike, un des étalons nord-américains les plus en vogue : on lui doit English Channel (Breeders' Cup Turf, cheval de l'année sur le gazon), le Japonais Fleetstreet Dancer (Japan Cup Dirt) ou les Canadiens Soaring Free (cheval de l'année), Portcullis (no 1 sur le gazon) et Added Age (meilleur 2 ans). Né dans la pourpre, Smart Strike est issu de Mr.Prospector et de la championne canadienne Classy'n Smart, qui fut la reine de sa génération et donna également Dance Smartly (par Danzig), qui réussit l'exploit de s'adjuger Triple couronne canadienne, et remporta également la Breeders' Cup Distaff.
Côté maternel, Curlin est né d'une fille d'un autre Canadien, le champion Deputy Minister, leader de sa génération à 2 ans et surtout excellent étalon.

### Pedigree
| Origines de Curlin (USA), mâle alezan né en 2004 | Origines de Curlin (USA), mâle alezan né en 2004 | Origines de Curlin (USA), mâle alezan né en 2004 | Origines de Curlin (USA), mâle alezan né en 2004 |
| ------------------------------------------------ | ------------------------------------------------ | ------------------------------------------------ | ------------------------------------------------ |
| Père Smart Strike                                | Mr.Prospector                                    | Raise a Native                                   | Native Dancer                                    |
| Père Smart Strike                                | Mr.Prospector                                    | Raise a Native                                   | Raise You                                        |
| Père Smart Strike                                | Mr.Prospector                                    | Gold Digger                                      | Nashua                                           |
| Père Smart Strike                                | Mr.Prospector                                    | Gold Digger                                      | Sequence                                         |
| Père Smart Strike                                | Classy'n Smart                                   | Smarten                                          | Cyane                                            |
| Père Smart Strike                                | Classy'n Smart                                   | Smarten                                          | Smartaire                                        |
| Père Smart Strike                                | Classy'n Smart                                   | No Class                                         | Nodouble                                         |
| Père Smart Strike                                | Classy'n Smart                                   | No Class                                         | Classy Quillo                                    |
| Mère Sherriffs Deputy                            | Deputy Minister                                  | Vice Regent                                      | Northern Dancer                                  |
| Mère Sherriffs Deputy                            | Deputy Minister                                  | Vice Regent                                      | Victoria Regina                                  |
| Mère Sherriffs Deputy                            | Deputy Minister                                  | Mint Copy                                        | Bunty's Flight                                   |
| Mère Sherriffs Deputy                            | Deputy Minister                                  | Mint Copy                                        | Shakney                                          |
| Mère Sherriffs Deputy                            | Barbarika                                        | Bates Motel                                      | Sir Ivor                                         |
| Mère Sherriffs Deputy                            | Barbarika                                        | Bates Motel                                      | Sunday Purchase                                  |
| Mère Sherriffs Deputy                            | Barbarika                                        | War exchange                                     | Wise Exchange                                    |
| Mère Sherriffs Deputy                            | Barbarika                                        | War exchange                                     | Jungle War (famille 19-c)                        |